# Sharon Salzberg
Sharon Salzberg es escritora y profesora de prácticas de meditación budista. En 1974 fundó la Insight Meditation Society en Barre, Massachusetts, junto con Jack Kornfield y Joseph Goldstein. Salzberg enseña métodos de meditación vipassanā y mettā (amor bondadoso) que tienen su origen en la tradición budista Theravada y dirige retiros de meditación en todo el mundo desde hace más de tres décadas. Su libro Real Happiness - The Power of Meditation: A 28-Day Program (traducido al castellano con el título El secreto de la felicidad auténtica) estuvo en la lista de superventas The New York Times Best Seller List del año 2011.

## Biografía
Sharon Salzberg nace en la ciudad de Nueva York en el seno de una familia judía. Su infancia y adolescencia fueron difíciles: sus padres se divorciaron cuando ella tenía cuatro años y su padre abandonó a la familia. Con nueve años, a la muerte de su madre, Sharon se fue a vivir con sus abuelos paternos. Su padre regresó cuando ella tenía once años, aunque pronto fue hospitalizado por sobredosis y tuvo que ser internado en una institución del sistema de salud mental en donde permaneció hasta su muerte. Con solo 16 años, Salzberg había tenido que vivir en cinco familias diferentes.
En 1969, cuando cursaba su segundo año en la Universidad Estatal de Nueva York, Buffalo, Sharon Salzberg entró en contacto con el budismo a través de un curso de filosofía oriental. En 1970 Sharon realizó de forma independiente un viaje de estudios a la India y en enero de 1971 asistió a su primer curso intensivo de meditación en Bodh Gaya. Durante los años siguientes estudió intensivamente con diferentes maestros budistas, incluidos SN Goenka, Dipa Ma, Anagarika Munindra y Sayadaw U Pandita. En 1974 regresó a los Estados Unidos y junto con Jack Kornfield y Joseph Goldstein fundó la Insight Meditation Society en Barre, Massachusetts . En 1989, Sharon Salzberg y Goldstein fundaron el Centro Barre para estudios budistas (Barre Center for Buddhist Studies) y posteriormente un centro de retiros de meditación denominado The Forest Refuge. Hoy en día Salzberg es una conocida profesora de meditación y escritora.

## Obras traducidas al castellano
- El corazón del mundo: la meditación budista y el secreto de la felicidad (1999)
- El secreto de la felicidad auténtica: el poder de la meditación. Aprende a ser feliz en 28 días (2011)
- Amor incondicional: la vía budista de las residencias celestiales que cambiará tu vida (2014)
- Amad a vuestros enemigos: cómo acabar con el hábito de la ira y ser más felices, con Robert Thurman (2014)
- Felicidad real en el trabajo: meditaciones para alcanzar la realización, el éxito y la paz (2015)
- Amor verdadero: el arte de la compasión y de la atención (2019)
- Fe: confiar en tu experiencia más profunda (2021)